# Unghi drept

Un unghi de 90°

Unghiul drept (denumire folosită de obicei în geometria euclidiană sau trigonometrie) este un unghi cu măsura de jumătate din a unui unghi alungit. Este unghiul între două drepte perpendiculare. Un unghi drept se poate obține prin rotirea unei drepte în jurul unui punct cu un sfert de tură (asta înseamnă o pătrime din lungimea unui cerc). Are multe aplicații în geometrie și practică. Triunghiul cu un unghi drept se numește triunghi dreptunghic.

## Figuri
- Triunghiul dreptunghic este alcătuit dintr-un unghi drept, iar celelalte două unghiuri au suma măsurilor egală cu 90°.
- Înălțimea este perpendiculară pe o latură.
- Pătratul este figura cu toate unghiurile de 90° și laturile congruente
- Dreptunghiul este figura geometrică cu unghiurile de 90°

## Conversii
Măsura unghiului drept poate fi echivalată în mai multe unități:
- 90°
- 1/4 din lungimea cercului
- π/2 radiani
- 100 de goni
- 8 puncte (din cele 32 de puncte ale Rozei vânturilor)
- 6 ore (ceasul astronomic)